# Poa horridula
Poa horridula là một loài cỏ trong họ hòa thảo, thuộc chi poa.